# Hôn nhân cùng giới ở Baja California Sur
Hôn nhân cùng giới trở thành hợp pháp tại bang Baja California Sur của México vào ngày 29 tháng 6 năm 2019. Vào ngày 27 tháng 6, Quốc hội tiểu bang đã thông qua dự luật hợp pháp hóa hôn nhân cùng giới. Dự luật này ngay sau đó đã được Thống đốc ký thành luật và có hiệu lực vào ngày 29 tháng 6.

## Dư luận
Một cuộc thăm dò ý kiến năm 2017 được thực hiện bởi Gabinete de Comunicación Estratégica thấy rằng 59% cư dân Baja California Sur ủng hộ hôn nhân cùng giới. 36% đã phản đối.
Theo khảo sát năm 2018 của Instituto Nacional de Estadística y Geografía (INEGI), 42% công chúng Baja California Sur phản đối hôn nhân cùng giới.